# Charles de Wurtemberg-Bernstadt
Pour les articles homonymes, voir Charles de Wurtemberg et Bernstadt.
Le duc Charles de Wurtemberg-Bernstadt (11 mars 1682 à Dobroszyce – 8 février 1745 à Bernstadt) est Duc de Wurtemberg-Bernstadt.

## Biographie
Charles est le seul enfant survivant du duc de Jules-Sigismond de Wurtemberg-Juliusbourg (1653-1684) de son mariage avec Anne Sophie (1647-1726), la fille du duc Adolphe-Frédéric Ier de Mecklembourg-Schwerin. Il devient duc de Wurtemberg-Juliusbourg quand son père meurt en 1684, bien qu'il se trouve sous tutelle jusqu'en 1704. Lorsque son oncle Silvius II Frédéric de Wurtemberg-Œls meurt en 1697, son oncle Christian-Ulrich Ier de Wurtemberg-Œls prend le Duché d'Œls et laisse le duché de Bernstadt à Charles. Le 20 décembre 1703 à Meiningen, il épouse Louise-Wilhelmine (1686-1753), la fille du duc Bernard Ier de Saxe-Meiningen. Le mariage est resté sans enfant.
Charles exerce le pouvoir arbitrairement. En 1740, ses conseillers se sont donc adressés à l'empereur Joseph Ier, qui statue contre le duc. En 1742, les caisses de son État sont vides. Il doit vendre la seigneurie de Goschütz et la ville de Twardogóra, au comte Henri de Reichenbach-Goschütz (1705-1775).
Charles est mort en 1745, sans héritier. Le duché de Bernstadt passe à son cousin Charles-Christian-Erdmann de Wurtemberg-Oels, qui peut ainsi réunir toutes les possessions de la Maison de Wurtemberg en Silésie en une seule main.